# Jacopo Filiasi
Jacopo Filiasi (conosciuto anche come Iacopo o Giacomo F.; Venezia, 1750 – Venezia, 17 febbraio 1829) è stato uno storico italiano.

## Biografia
Nacque da Antonio Filiasi, di ricca famiglia padovana, e da Maria de Bassanesi, originaria di Mantova. Rimasto presto orfano del padre, visse per lungo tempo con la madre a Mantova dove ebbe come precettore l'abate Benedetto Canossa. Tornato a Venezia, ebbe come insegnante l'abate Placido Bordoni.
Potendo contare su ingenti rendite, il Filiasi si dedicò totalmente allo studio, interessandosi degli argomenti più disparati, dalla botanica alla fisica, dall'idraulica all'archeologia, passando per l'astronomia e la meteorologia.
Fu tuttavia la storia a renderlo celebre: la sua opera principale è Memorie storiche dei veneti primi e secondi, riguardante, appunto, la storia del Veneto ed in particolare della Laguna Veneta.
Fu elettore del Collegio dei Dotti, fabbriciere di San Marco, direttore dei Ginnasi Veneti; si fregiò inoltre del titolo di Cavaliere dell'Ordine Imperiale di Leopoldo.
Fu sepolto nella chiesa di Trivignano, località della campagna mestrina dove possedeva una villa.